# Gouvernement Kalvītis I
 (septembre 2023).
Si vous disposez d'ouvrages ou d'articles de référence ou si vous connaissez des sites web de qualité traitant du thème abordé ici, merci de compléter l'article en donnant les références utiles à sa vérifiabilité et en les liant à la section « Notes et références ».
République de Lettonie
Emsis Kalvītis II
Le gouvernement Kalvītis I (en letton : Kalvīša 1. Ministru kabinets) est le gouvernement de la République de Lettonie entre le 2 décembre 2004 et le 7 novembre 2006, durant la huitième législature de la Diète.

## Coalition et historique
Dirigé par le nouveau Premier ministre conservateur Aigars Kalvītis, anciennement ministre des Affaires économiques, ce gouvernement est constitué et soutenu par la Nouvelle Ère (JL), le Parti populaire (TP), l'Union des verts et des paysans (ZZS) et le Premier Parti de Lettonie (LPP). Ensemble, ils disposent de 67 députés sur 100 à la Diète.
Il est formé à la suite de la démission du gouvernement minoritaire de l'écologiste Indulis Emsis, constitué du TP, de la ZZS et du LPP, et soutenu par le Parti de l'harmonie nationale (TSP). Le 28 octobre 2004, le projet de budget pour l'année 2005 est rejeté par 53 voix contre et 39 pour. Le chef du gouvernement abandonne alors ses fonctions. Désigné pour lui succéder, Kalvītis reconduit la coalition et l'élargit à la JL, première formation du Parlement, afin d'assurer la stabilité de son équipe.
Le 8 avril 2006, la JL annonce se retirer de la coalition, plaçant le gouvernement en minorité avec seulement 43 députés sur 100. À seulement six mois des élections législatives, le Premier ministre négocie le soutien sans participation du Centre de l'harmonie (SC) et ses 8 députés, s'assurant ainsi une très courte majorité de 51 sièges sur 100.
Lors des élections législatives du 7 octobre 2006, le TP arrive en tête, suivi de la ZZS, tandis que le LPP, associé avec la Voie lettonne (LC), se classe quatrième. La coalition sortante disposant d'une base parlementaire de 51 élus, Aigars Kalvītis est reconduit dans ses fonctions. Premier chef de gouvernement à remporter un second mandat dans les urnes, il élargit son alliance à Pour la patrie et la liberté/LNNK, formant alors son second cabinet.

## Composition

### Initiale (2 décembre 2004)
| Fonction                                                         | Titulaire | Titulaire | Parti |
| ---------------------------------------------------------------- | --------- | --- | ----- |
| Premier ministre                                                 |           | Aigars Kalvītis | TP    |
| Ministre de la Défense                                           |           | Einars Repše (jusqu'au 23/12/2005) Intérim de Solvita Āboltiņa (jusqu'au 31/12/2005) Intérim de Krišjānis Kariņš (jusqu'au 05/01/2006) Linda Mūrniece | JL    |
| Ministre des Affaires étrangères                                 |           | Artis Pabriks | TP    |
| Ministre de l'Enfance et de la Famille                           |           | Ainars Baštiks | LPP   |
| Ministre des Affaires économiques                                |           | Krišjānis Kariņš | JL    |
| Ministre des Finances                                            |           | Oskars Spurdziņš | TP    |
| Ministre de l'Intérieur                                          |           | Ēriks Jēkabsons (jusqu'au 21/10/2005) | LPP   |
| Ministre de l'Intérieur                                          |           | Intérim de Aigars Kalvītis | TP    |
| Ministre de l'Intérieur                                          |           | Dzintars Jaundžeikars (à partir du 03/11/2005) | LPP   |
| Ministre de l'Éducation et de la Science                         |           | Ina Druviete | JL    |
| Ministre de la Culture                                           |           | Helena Demakova | TP    |
| Ministre du Bien-être social                                     |           | Dagnija Staķe | ZZS   |
| Ministre du Développement régional et des Affaires locales       |           | Māris Kučinskis | TP    |
| Ministre des Transports                                          |           | Ainārs Šlesers (jusqu'au 17/03/2006) | LPP   |
| Ministre des Transports                                          |           | Intérim de Aigars Kalvītis | TP    |
| Ministre de la Justice                                           |           | Solvita Āboltiņa | JL    |
| Ministre de la Santé                                             |           | Gundars Bērziņš | TP    |
| Ministre de l'Environnement                                      |           | Raimonds Vējonis | ZZS   |
| Ministre de l'Agriculture                                        |           | Mārtiņš Roze | ZZS   |
| Ministre sans portefeuille Chargé de la Société de l'information |           | Jānis Reirs | JL    |
| Ministre sans portefeuille Chargé de l'Intégration de la société |           | Ainars Latkovskis | JL    |

### Remaniement du 8 avril 2006
- Les nouveaux ministres sont indiqués en gras, ceux ayant changé d'attributions en italique.

| Fonction                                                         | Titulaire | Titulaire             | Parti |
| ---------------------------------------------------------------- | --------- | --------------------- | ----- |
| Premier ministre                                                 |           | Aigars Kalvītis       | TP    |
| Ministre de la Défense                                           |           | Atis Slakteris        | TP    |
| Ministre des Affaires étrangères                                 |           | Artis Pabriks         | TP    |
| Ministre de l'Enfance et de la Famille                           |           | Ainars Baštiks        | LPP   |
| Ministre des Affaires économiques                                |           | Aigars Štokenbergs    | TP    |
| Ministre des Finances                                            |           | Oskars Spurdziņš      | TP    |
| Ministre de l'Intérieur                                          |           | Dzintars Jaundžeikars | LPP   |
| Ministre de l'Éducation et de la Science                         |           | Baiba Rivža           | ZZS   |
| Ministre de la Culture                                           |           | Helena Demakova       | TP    |
| Ministre du Bien-être social                                     |           | Dagnija Staķe         | ZZS   |
| Ministre du Développement régional et des Affaires locales       |           | Māris Kučinskis       | TP    |
| Ministre des Transports                                          |           | Krišjānis Peters      | LPP   |
| Ministre de la Justice                                           |           | Guntars Grīnvalds     | LPP   |
| Ministre de la Santé                                             |           | Gundars Bērziņš       | TP    |
| Ministre de l'Environnement                                      |           | Raimonds Vējonis      | ZZS   |
| Ministre de l'Agriculture                                        |           | Mārtiņš Roze          | ZZS   |
| Ministre sans portefeuille Chargé de la Société de l'information |           | Ina Gudele            | Sans  |
| Ministre sans portefeuille Chargé de l'Intégration de la société |           | Karina Pētersone      | LPP   |